# Mus spretus
Mus spretus é uma espécie de roedor da família Muridae.
Pode ser encontrado na França, Espanha (incluindo as ilhas Baleares), Portugal, Marrocos, Argélia, Tunísia e Líbia.